# Buslajev
Buslajev je priimek več oseb:
- Ivan Akimovič Buslajev, sovjetski general
- Fjodor Ivanovič Buslajev, ruski politik in filolog